# Peder Østlund
Peder Østlund (7. května 1872 Trondhjem – 22. ledna 1939) byl norský rychlobruslař.
Od roku 1892 startoval na norských šampionátech, v roce 1894 se poprvé zúčastnil Mistrovství světa i Evropy. Největších úspěchů dosáhl na samém sklonku 19. století, neboť v letech 1898 a 1899 vyhrál světový šampionát a v letech 1899 a 1900 získal prvenství i na mistrovstvích Evropy. Poslední závody absolvoval v roce 1901.

## Osobní rekordy
| Závod         | Čas (body)   | Datum              | Místo | Zdroj |
| ------------- | ------------ | ------------------ | ----- | ----- |
| 500 m         | 45,2 (WR)    | 10. února 1900     | Davos | [ 1 ] |
| 1000 m        | 1:34,0 (WR)  | 10. února 1900     | Davos | [ 1 ] |
| 1500 m        | 2:22,6 (WR)  | 10. února 1900     | Davos | [ 1 ] |
| 3000 m        | 6:56,4       | 17. března 1889    | Hamar | [ 1 ] |
| 5000 m        | 8:51,8       | 10. února 1900     | Davos | [ 1 ] |
| 10 000 m      | 17:50,6 (WR) | 10. února 1900     | Davos | [ 1 ] |
| velký čtyřboj | 199,443      | 10.–11. února 1900 | Davos | [ 1 ] |